# 쑤자오정

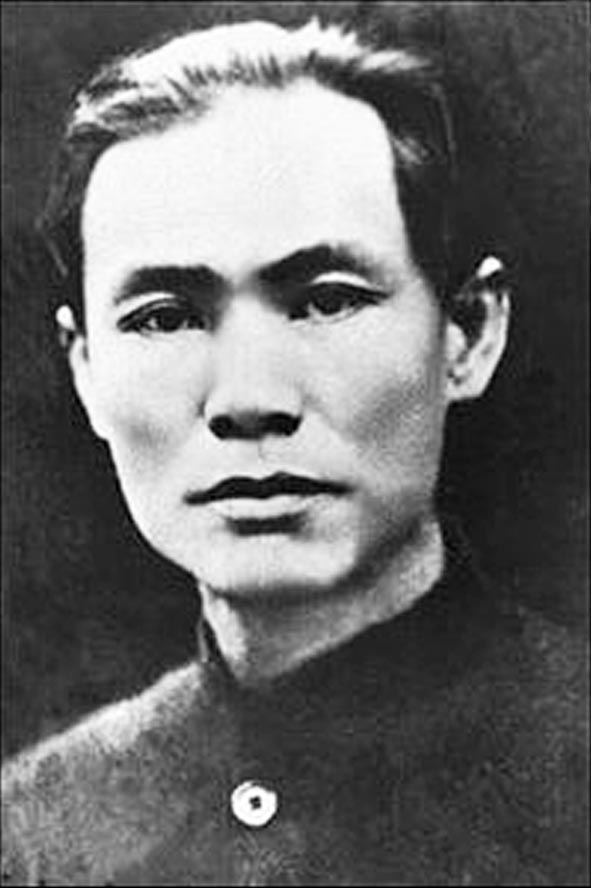

쑤자오정(蘇兆徵, 1885년 ~ 1929년)은 중국공산당의 초기 지도자, 노동운동활동가이다. 광둥성 샹샨 치아오섬 태생이다. 쑨원의 국가주의단체 중국동맹회에서 활동하였다.
1925년 공산당의 일원이 되었다. 1927년 광저우 봉기 계획을 세심히 구축하는데 참여했다.
1929년 상하이시에서 과로로 사망했다.